# Bubulcus coromandus
La garcilla bueyera oriental (Bubulcus coromandus) es una especie de garza (familia Ardeidae) que se encuentra en los trópicos, subtropicos y zonas templadas cálidas. La mayoría de las autoridades taxonómicas agrupan a esta especie y a la garcilla bueyera occidental como subespecies de la garcilla bueyera, pero algunas (incluida la Unión Internacional de Ornitólogos) las consideran especies separadas. A pesar de las similitudes en el plumaje con las garzas del género Egretta, está más estrechamente relacionada con las garzas del género Ardea. Es originaria del sur y este de Asia, y Australasia.
La expansión del rango en Australasia comenzó en la década de 1900 y ya estaba bien establecida para la década de 2000. Esta rápida expansión está bien documentada y estudiada, alentando especulaciones sobre aquellos aspectos de su historia de vida y ecología que más han promovido el crecimiento en su rango y número. De hecho, esta ave inusual ha proporcionado una rara oportunidad para estudios comparativos a nivel mundial de su dinámica poblacional y sus interacciones con aves acuáticas nativas coloniales, así como con las personas.